# 渡邊匠
渡邊匠（日语：渡邉 匠)，1972年5月15日—）是一名日本調酒師，是關西雞尾酒文化走向世界的先驅。

## 生平
日本岐阜出生，大學在奈良主修法律，同時間於餐酒館工讀，此時開始接觸調酒工作。畢業後，自1994年於奈良縣櫻井市The Sailing Bar擔任調酒師至今。除了調酒師的工作，渡邊先後擔任竹鶴日本純麥威士忌及KIKKA Gin品牌大使。
渡邊以其改編的飛行雞尾酒聞名，於2010年帝亞吉歐在希臘雅典舉辦的World Class賽事中創作。已故知名調酒作家蓋瑞·里根將渡邊的飛行命名為Takumi's Aviation，收錄於《調酒學之趣》（The Joy of Mixology）一書，自此成為當代經典。里根說這是他喝過最好喝的飛行，和 Ago Perrone 的馬丁尼茲並列最難忘的兩杯酒
。
有一本中文著作《日本雞尾酒：渡邉匠與金子道人的創作哲思》，談論關於渡邊匠與金子道人的雞尾酒著作。

## 雞尾酒創作
- Takumi's Aviation為渡邊最知名的調酒，收錄於Gary Regan的《The Joy of Mixology》。
- Red Thorn改編自Blackthorn（英语：Blackthorn (cocktail)），收錄於Jared Brown & Anistatia Miller《The Deans of Drink》與Gary Regan《101 Best New Cocktails, Volume III》。
- Cove為渡邊擔任竹鶴日本純麥威士忌品牌大使時所創作，酒譜收錄於Gary Regan《101 Best New Cocktails Volume IV》。

## 獎項
- Diageo World Class Bartender Competition日本總冠軍（2010）
- Casa Noble Cocktail Competition日本總冠軍（2013）
- Absolut Elyx Bartender Competition日本總冠軍（2013）